# Hipotensão postural
Hipotensão ortostática (também conhecida como hipotensão postural, ortostase e coloquialmente como tontura) é uma forma de hipotensão em que a pressão arterial de uma pessoa cai abruptamente quando esta pessoa assume a posição de pé ou quando realiza uma alongamento (como inclinar-se para trás, esticar os braços ou levantar-se rápido). Em termos médicos, é definida como uma queda na pressão arterial associada ao ato de ficar em pé.
1. Pressão arterial sistólica: queda de pelo menos 20 mmHg
2. Pressão arterial diastólica: queda de pelo menos 10 mmHg

O sintoma é causado pelo acúmulo de sangue nas extremidades inferiores do corpo, quando do evento de uma mudança na posição corporal. É bastante comum e pode ocorrer brevemente a qualquer pessoa, embora ocorra predominantemente aos idosos e àqueles que sofrem de baixa pressão sanguínea.

## Causas
A hipotensão ortostática é causada principalmente pelo acúmulo de sangue induzido pela gravidade nas extremidades inferiores do corpo, o que por sua vez compromete o retorno venoso, resultando em diminuição do débito cardíaco e subseqüente diminuição da pressão arterial. Por exemplo, a mudança de uma posição deitada para uma posição em pé acarreta em uma perda de cerca de 700 mL de sangue do tórax , com uma diminuição nas pressões arteriais sistólica e diastólica . 